# Alt Egipte

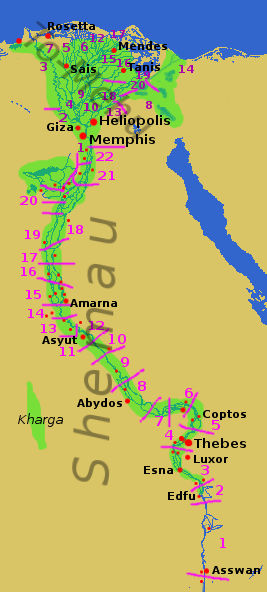
Mapa del Baix i l'Alt Egipte

L'Alt Egipte (àrab: صعيد مصر, Ṣaʿīd Miṣr, o, senzillament, الصعيد, aṣ-Ṣaʿīd, pronunciat localment [es.sˤɑ.ˈʿīd miṣr]; copte: ⲙⲁⲣⲏⲥ, Mares) és la part de l'antic Egipte formada per les terres a banda i banda del Nil que s'estenen riu amunt des Delta del Nil al nord fins a Núbia al sud.
L'Alt Egipte era conegut com a tꜣ šmꜣw, literalment ‘la Terra dels Canyissars' o ‘la Terra de les Canyes’. Es creu que va estar unit pels governants de la suposada Confederació Tinita (Tinis) que va absorbir les seves ciutats estat rivals durant el període Naqada III (c. 3200–3000 aC), i la seva posterior unificació amb el Baix Egipte va donar lloc al Període tinita. L'Alt i el Baix Egipte es van entrellaçar en el simbolisme de la sobirania faraònica com la doble corona de Pschent o Corona egípcia. L'Alt Egipte va romandre com a regió històrica fins i tot després del període clàssic.
La línia imaginària que separa aquestes dues parts d'Egipte passaria per Maadi. Els seus habitants es coneixen com a han.remmaris, per diferenciar-se dels del Baix Egipte (han.rememhit). Egipte es dividia aleshores en dues àrees: l'Alt Egipte i el Baix Egipte; s'anomenaven d'aquesta manera a causa que a l'Alt Egipte hi naixia el Riu Nil i al Baix Egipte hi desembocava. Les ciutats més importants, de nord a sud, foren:
- Memfis
- Lisht
- Cocodrilòpolis
- Heracleòpolis
- Hermòpolis Magna
- Licòpolis
- Tinis (Abidos)
- Coptos
- Denderah
- Tebes (Egipte) (Uesét)
  - Luxor
  - Karnak
- Hieracòmpolis (Nekhen)
- Elefantina